# Иванов, Павел Иванович (артиллерист)
Павел Иванович Иванов (1921—1948) — участник Великой Отечественной войне. Полный кавалер ордена Славы.

## Биография
Родился 1921 году в деревне Луг ныне Палкинского района Псковской области в семье крестьянина, русский. Окончил 7 классов. Жил в Ленинграде (ныне — Санкт-Петербург). Работал слесарем на заводе.
В апреле 1941 года был призван в Красную Армию. На фронте в Великой Отечественной войне с октября 1942 года. В 1943 году вступил в ВКП(б). Отличился в боях за освобождение Украины и Чехословакии.
29 июля 1944 года командир расчёта 76-мм пушки старший сержант Иванов в бою за населённый пункт Струнын Выжны вместе со своим расчётом разбил 2 пулемётные точки и подавил миномёт, батарею. 30 июля в районе города Долина прямой наводкой рассеял и частично ликвидировал до взвода вражеской пехоты.
Приказом от 14 августа 1944 года старший сержант Иванов Павел Иванович награждён орденом Славы 3-й степени (N 15572).
31 октября 1944 года командир орудия Иванов в бою у населённого пункта Бежовце (Чехословакия, ныне — Словакия) при отражении натиска противника из орудия уничтожил до 20 гитлеровцев, что позволило стрелкам удержать свои рубежи.
Приказом от 4 декабря 1944 года старший сержант Иванов Павел Иванович награждён орденом Славы 2-й степени (N 8330).
10 января 1945 года в бою за населённый пункт Мокранце (Чехословакия, ныне — Словакия) батарея, в составе которой действовал орудийный расчёт Иванова, метким огнём отразила атаку танков противника, подбив несколько машин и уничтожив большую часть вражеского десанта. В этом бою Иванов был тяжело ранен.
В 1945 году П. И. Иванов был демобилизован.
Указом Президиума Верховного Совета СССР от 15 мая 1946 года за исключительное мужество, отвагу и бесстрашие, проявленные на заключительном этапе Великой Отечественной войны в боях с гитлеровскими захватчиками старший сержант Иванов Павел Иванович награждён орденом Славы 1-й степени. Стал полным кавалером ордена Славы.
Жил в городе Ужгород Закарпатской области. Умер в 1948 году.

## Награды
- Орден Славы I степени (15 мая 1946)
- Орден Славы II степени (4 декабря 1944— № 8330)
- Орден Славы III степени (14 августа 1944— № 15572)
- так же ряд медалей.